# مانويل هيرنانديز
مانويل هيرنانديز (بالإنجليزية: Manuel Hernandez)‏ هو لاعب كرة قدم ومدرب كرة قدم أمريكي، ولد في 2 أغسطس 1948 في مدريد في إسبانيا. شارك مع منتخب الولايات المتحدة لكرة القدم. أما مع النوادي، فقد لعب مع سان خوزيه إيرث كويكس.

## وصلات خارجية
- مانويل هيرنانديز على موقع أوليمبيديا (الإنجليزية)